# Rive-de-Gier
Rive-de-Gier è un comune francese di 15 449 abitanti situato nel dipartimento della Loira della regione dell'Alvernia-Rodano-Alpi. Il territorio comunale è attraversato dal fiume Gier che lo percorre parzialmente coperto.

## Società

### Evoluzione demografica
Abitanti censiti